# OSU-6162
OSU-6162，也称为PNU-96391，是一种含氮有机硫化合物，化学式C
15H
23NO
2S，结构上与普利多匹定（PL-101）类似，区别在于OSU-6162为3-苯基哌啶结构，而PL-101为4-苯基哌啶结构。OSU-6162可作为多巴胺受體D2和5-HT2A受体的部分激动剂。